# Chorthippus antecessor
Chorthippus antecessor is een rechtvleugelig insect uit de familie veldsprinkhanen (Acrididae). De wetenschappelijke naam van deze soort is voor het eerst geldig gepubliceerd in 2010 door Sirin & Çiplak.
1. ↑  (en) Chorthippus antecessor op de IUCN Red List of Threatened Species.